# شاتو دي لا موث شاندينيرز
شاتو دي لا موث شاندينيرز هي قلعة تقع في إقليم فيين،فرنسا.في عام 1932 دمر حريق هائل معظم المباني بالقلعة. في ديسمبر 2017 جمع حوالي 18،600 شخص على الإنترنت مبلغ 1،600،000 مليون يورو بهدف شراء القلعة وترميمها.